# Paolo Ravaglia
Paolo Ravaglia (Lugo, 7 agosto 1959) è un clarinettista e concertista italiano.

## Biografia
Diplomato in clarinetto (1979), musica jazz (2000) e musica elettronica (2004). 
Docente di clarinetto classico e clarinetto jazz al Conservatorio G.B. Martini di Bologna.
Clarinetto principale della P.M.C.E. - Parco della Musica Contemporanea Ensemble di Romae membro dalla fondazione di Alter Ego, ensemble
di musica contemporanea che ha collaborato con i più importanti compositori di oggi .
Solista ospite di numerose istituzioni concertistiche tra le quali: Teatro alla Scala, Accademia Nazionale di S.Cecilia, Orchestra Sinfonica Nazionale della RAI, Accademia Filarmonica Romana, Fondazione Musica per Roma, Rjkskonsert - Stoccolma, Fondazione Gulbenkian – Lisbona, Ircam - Parigi, Grame – Lione.
È stato ospite di Festival internazionali tra i quali: Fondazione Romaeuropa, Festival delle Nazioni, Milano Musica, Festival dei Due Mondi, Trans Art – Bolzano, Ultima – Oslo, Berliner Festspiele, Europalia – Bruxelles, Synthese – Bourges, Takefu Contemporary Music Festival – Giappone, Musica - Strasburgo, Ilkhom – Tashkent, Taktlos – Berna.
Dal 1993 collabora col clarinettista e compositore William O. Smith alla realizzazione di originali performance di musica d'avanguardia e di jazz.
Dal 2006 al 2009 è stato Presidente di Nuova Consonanza, storica associazione di compositori, musicologi ed esecutori che si occupa della produzione e valorizzazione del repertorio contemporaneo.
Ha tenuto lezioni e conferenze presso: University of Washington, Accademia Chopin – Varsavia, Conservatoire national supérieur - Parigi, Istituto di Ricerca sul Teatro Musicale, Discoteca di Stato, A.R.A.M., Nuova Consonanza – Roma, Pacific Lutheran University - Tacoma, Teatro Comunale di Ferrara, Cornish College of The Arts - Seattle, Conservatoire de Luxembourg, Fondazione Italiana per la Musica Antica, Università di Cracovia, numerosi Conservatori italiani, tra i quali il Verdi di Milano e il S.Cecilia di Roma.
Ha collaborato con Philip Glass, Frederic Rzewski, Steve Reich, Terry Riley, Gavin Bryars, Pansonic, Matmos, Djivan Gasparian, Frankie hi-nrg mc, D-fuse, Philip Jeck, John De Leo, Scanner, William Basinski. 
Molto apprezzato come performer-on-stage per la danza contemporanea, per il teatro in musica e come compositore di colonne sonore per il cinema (Private - Pardo d'oro al Film Festival di Locarno 2004 e In memoria di me di Saverio Costanzo).

## Discografia
- 1992 - ALTER EGO: CHAMBER WORKS - (BMG)
- 1993 - ALTER EGO: CHAMBER WORKS 2 - (BMG)
- 1995 - DALL'ONGARO: JECKYLL-CORI - (EDIPAN)
- 1997 - DUO RAVAGLIA-LONERO: CHAMBER WORKS - (MINSTREL)
- 1999 - ALTER EGO: SALVATORE SCIARRINO CHAMBER WORKS - (STRADIVARIUS)
- 1999 - Bill Smith, Paolo Ravaglia: PAIRS! - (RCA-Victor)    (come solista di jazz)
- 1999 - ALTER EGO: FRANCESCO PENNISI CHAMBER WORKS - (RICORDI)
- 1999 - Paolo Ravaglia, Beppe Barbera, Paolo Franciscone - DAY DREAMS - (JAZZMOBILE)
- 2000 - Bill Smith, Paolo Ravaglia, Eclettico Ensemble: LIVE IN ROME - (ECLETTICO)
- 2000 - William O.Smith, Paolo Ravaglia, Alvin Curran: DIGITAL CROSSINGS - (ECLETTICO)
- 2001 - Luigi Ceccarelli: TRE SOLI DI DANZA - (BIENNALE DI VENEZIA)
- 2001 - William O.Smith, Paolo Ravaglia, Alvin Curran: CLARINET FAKEBOOK - (ECLETTICO)
- 2001 - ALTER EGO: PHILIP GLASS - (STRADIVARIUS)
- 2002 - ALTER EGO: NICOLA SANI - (STRADIVARIUS)
- 2003 - ALTER EGO: FREDERIC RZEWSKI - (STRADIVARIUS)
- 2003 - ALTER EGO: PHILIP GLASS -600 LINES - (STRADIVARIUS)
- 2004 - ALTER EGO: SALVATORE SCIARRINO CHAMBER WORKS vol.2 - (STRADIVARIUS)
- 2005 - ALTER EGO: TOSHIO HOSOKAWA CHAMBER WORKS - (STRADIVARIUS)
- 2005 - ALTER EGO: PRIVATE - Soundtrack - (EMERGENCY)   (anche come compositore)
- 2007 - ALTER EGO: Gavin Bryars, Philip Jeck: THE SINKING OF THE TITANIC - (TOUCH)
- 2008 - Bill Smith, Paolo Ravaglia: TRAMJAZZ - (BRECCE)        (come solista di jazz)